# Scottish Challenge 2014
De Scottish Challenge is een jaarlijks golftoernooi van de Europese Challenge Tour. Deze negende editie heette officieel de Scottish Hydro Challenge hosted by Macdonald Hotels and Resorts. Het toernooi werd van 26-29 juni gespeeld op de Macdonald Spay Valley Golf Club in Aviemore. Het prijzengeld was gestegen naar € 250.000, waarvan de winnaar € 40.000 kreeg.
Het toernooi werd in 2013 gewonnen door de Amerikaande rookie Brooks Koepka, die eerder dat jaar al twee toernooien had gewonnen. Hij speelde in 2014 op de Europese Tour en verdedigde zijn titel dus niet.

## De baan
De baan hoort bij een resort. Macdonald heeft in 2014 40 hotels en 10 resorts: 5 in het Verenigd Koninkrijk, 4 in Spanje en 1 in Portugal. Niet alle resorts hebben een eigen golfbaan. De baan van Spey Valley werd in de zomer van 2006 geopend, werd ontworpen door Dave Thomas, en staat sinds 2013 in de top-100 banen van het Verenigd Koninkrijk, hoewel het clubhuis toen nog niet bestond. Het is geen links-baan, waar Schotland zo beroemd om is, maar een baan in het binnenland. Het is vrij vlak en heeft veel heide.

## Verslag
De par van de baan is 71.

### Ronde 1
Jason Barnes en Mark Tullo maakten een goede ronde van 65 (-6) en gingen aan de leiding. Thomas Nørret maakte een hole-in-one op hole 16 en deelt met -5 de derde plaats.

### Ronde 2
Xavier Guzman verbeterde 's ochtends het toernooirecord en ging aan de leiding, gevolgd door Terry Pilkadaris, die op -10 binnenkwam. 'Middags nam Andrew Johnston de leiding over. Taco Remkes maakte zes birdies en steeg naar de 7de plaats. Wil Besseling had zelfs zeven birdies, maar daar stonden drie bogeys tegenover.

### Ronde 3
Andrew Johnston speelde goed genoeg om aan de leiding te blijven. Op de 2de plaats kreeg Jason Bernes gezelschap van Terry Pilkadaris en Moritz Lampert, die de enige speler was die geen bogey maakte. Maarten Lafeber staat als beste Nederlander op de 9de plaats.

### Ronde 4
Andrew Jophnston hield vast aan zijn eerste plaats en behaalde zijn eerste overwinning op de Challenge Tour. Op de Challenge Tour Ranking steeg hij naar de 3de plaats. Lafeber steeg naar nummer 53 op de CTR en Remkes kwam op nummer 95.
Sam Hutsby en Stephen Dodd verbeterden het toernooirecord met een ronde van 63 (-8) en stegen ongeveer dertig plaatsen in het klassement. 
- Score

| Naam              | CTR | OWGR | Score R1 | Score R1 | Nr   | Score R2 | Score R2 | Totaal | Nr  | Score R3 | Score R3 | Totaal | Nr  | Score R4 | Score R4 | Totaal | Nr  |
| ----------------- | --- | ---- | -------- | -------- | ---- | -------- | -------- | ------ | --- | -------- | -------- | ------ | --- | -------- | -------- | ------ | --- |
| Andrew Johnston   | 14  | 439  | 66       | -5       | T3   | 65       | -6       | -11    | 1   | 68       | -3       | -14    | 1   | 66       | -5       | -19    | 1   |
| Terry Pilkadaris  | 83  | 485  | 66       | -5       | T3   | 67       | -4       | -9     | 3   | 68       | -3       | -12    | T2  | 67       | -4       | -16    | T2  |
| Moritz Lampert    | 2   | 256  | 69       | -2       | T    | 67       | -4       | -6     | T12 | 65       | -6       | -12    | T2  | 67       | -4       | -16    | T2  |
| Mark Tullo        | 54  | 513  | 65       | -6       | T1   | 71       | par      | -6     | T12 | 69       | -2       | -8     | T18 | 65       | -6       | -14    | T6  |
| Jason Barnes      | 68  | 823  | 65       | -6       | T1   | 67       | -4       | -10    | 2   | 69       | -2       | -12    | T2  | 70       | -1       | -13    | T11 |
| Taco Remkes       | 161 | 1539 | 70       | -1       | T44  | 65       | -6       | -7     | T7  | 69       | -2       | -9     | T13 | 68       | -3       | -12    | T13 |
| Maarten Lafeber   | 71  | 972  | 70       | -1       | T44  | 67       | -4       | -5     | T21 | 66       | -5       | -10    | T9  | 69       | -2       | -12    | T13 |
| Xavier Guzman     | =   | 1590 | 70       | -1       | T21  | 64       | -7       | -8     | T4  | 68       | -3       | -11    | T5  | 71       | par      | -11    | T15 |
| Wil Besseling     | 99  | 699  | 70       | -1       | T44  | 67       | -4       | -5     | T21 | 71       | par      | -5     | T32 | 71       | par      | -5     | T41 |
| Tim Sluiter       | 187 | 602  | 70       | -1       | T44  | 69       | -2       | -3     | T47 | 71       | par      | -3     | T43 | 70       | -1       | -4     | T47 |
| Robin Kind        | 114 | 1301 | 71       | par      | T66  | 70       | -1       | -1     | MC  |          |          |        |     |          |          |        |     |
| Christopher Mivis | 65  | 1096 | 75       | +4       | T127 | 68       | -3       | +1     | MC  |          |          |        |     |          |          |        |     |

| Leider |  | Toernooirecord |  | CTR = Challenge Tour Ranking |  | OWGR |  | MC = missed cut = cut gemist |

## Spelers
| - Carlos Aguilar - Björn Åkesson - An Byeong-hun - Phillip Archer - Scott Arnold - Jason Barnes - Ken Benz - Filippo Bergamaschi - Wil Besseling - Cyril Bouniol - Christophe Brazillier - Guillaume Cambis - Baptiste Chapellan - Robert Coles - Dave Coupland - Rhys Davies - Matteo Delpodio - Agustin Domingo - Bradley Dredge - Alan Dunbar - Paul Dwyer - Pelle Edberg - Jamie Elson - Peter Erofejeff - Edouard Espana - Ben Evans - Jens Fahrbring - Oliver Farr - Pedro Figueiredo - Oscar Florén - Matt Ford - Florian Fritsch - Dylan Frittelli - Lorenzo Gagli - Jordi García del Moral - Jordi García Pinto - Sebastian García Rodriguez - Daniel Gaunt - Daniel Gavins - Luke Goddard | - Jean-Baptiste Gonnet - Julien Guerrier - Xavier Guzman - Mark F. Haastrup - Matt Haines - Chris Hanson - William Harrold - Benjamin Hebert - Scott Henry - Berry Henson - Antonio Hortal - Jeppe Huldahl - Sam Hutsby - Lasse Jensen - Eirik Tage Johansen - Niclas Johansson - Andrew Johnston - Kaan Kalafatoglu - Dodge Kemmer - Lloyd Kennedy - Jesper Kennegard - Robin Kind - Maarten Lafeber - Joakim Lagergren - Moritz Lampert - Jérôme Lando Casanova - Tain Lee - Niklas Lemke - Thomas Linard - Sam Little - Chris Lloyd - Gary Lockerbie - Michaël Lorenzo-Vera - Paul Maddy - Andrew Marshall - Andrew McArthur - Richard McEvoy - Ruaidhri McGee - Christopher Mivis - George Murray | - Lukas Nemecz - Thomas Nørret - Pedro Oriol - Chris Paisley - Jason Palmer - Jacobo Pastor - Damien Perrier - Sandro Piaget - Terry Pilkadaris - Tapio Pulkkanen - Niccolo Quintarelli - Jocke Rask - Nicolö Ravano - Taco Remkes - Bernd Ritthammer - Sondre Ronold - Jake Roos - Andrea Rota - Raymond Russell - Charles-Edouard Russo - Zane Scotland - Gareth Shaw - Callum Shinkwin - Joel Sjöholm - Tim Sluiter - Anthony Snobeck - Joël Stalter - Oscar Stark - Duncan Stewart - Steven Tiley - Mark Tullo - Damian Ulrich - Alvaro Velasco - Pontus Widegren - Martin Wiegele - Jack Wilson - Oliver Wilson - Jeff Winther | Nationale PGA - Alex Belt - Wallace Booth - Gary Boyd - James Byrne - Sam Connor - Lee Corfield - Matthew Cort - Stephen Dodd - Scott Drummond - Ian Ellis - Kenneth Ferrie - Graham Fox - Stephen Grant - Mark Hooper - Garry Houston - Greig Hutcheon - Chris Kelly - Gary King - David Law - Craig Lawrie - Callum MacAulay - Paul McKechnie - Fraser McKenna - Kris Nicol - Max Orrin - Neil Raymond - Lloyd Saltman - Zack Saltman - Jack Senior - Paul Shields - Michael Stewart - Callum Trahan Invitaties - Rodolfo Cazaubon - Thriston Lawrence - Gregor Mai - Tom Murray Amateurs - Ediz Kemaloglu - Graeme Robertson |

1990 ·
1991 ·
1992 ·
1993 ·
1994 ·
1995 ·
1996 ·
1997 ·
1998 ·
1999 ·
2000 ·
2001 ·
2002 ·
2003 ·
2004 ·
2005 ·
2006 ·
2007 ·
2008 ·
2009 ·
2010 ·
2011 ·
2012 ·
2013 ·
2014